# Natação nos Jogos Olímpicos de Verão de 2008 - Revezamento 4x100 m medley feminino
A competição dos 4x100m medley feminino  nos Jogos Olímpicos de Verão de 2008 teve sua final no dia 17 de Agosto.

## Medalhistas
|  | AUS Austrália                                                                                              |  | USA Estados Unidos |  | CHN China                                               |
|  | Emily Seebohm Leisel Jones Jessicah Schipper Lisbeth Trickett Tarnee White* Felicity Galvez* Shayne Reese* |  | Natalie Coughlin Rebecca Soni Christine Magnuson Dara Torres Margaret Hoelzer* Megan Quann* Elaine Breeden* Kara Lynn Joyce** |  | Zhao Jing Sun Ye Zhou Yafei Pang Jiaying Xu Tianlongzi* |

* Nadadores que apenas participaram nas eliminatórias, mas que foram também medalhados.

## Recordes
Antes desta competição, os recordes mundiais e olímpicos da prova eram os seguintes:
| Tipo | Atleta | Tempo   | Local     | Data                 | Ref |
| ---- | --- | ------- | --------- | -------------------- | --- |
|      | Austrália · Emily Seebohm (1:00.79) · Leisel Jones (1:04.94) · Jessicah Schipper (57.18) · Libby Lenton (52.83) | 3:55.74 | Melbourne | 31 de março de 2007  | ver |
|      | Austrália · Giaan Rooney (1:01.18) · Leisel Jones (1:06.50) · Petria Thomas (56.67) · Jodie Henry (52.97)       | 3:57.32 | Atenas    | 21 de agosto de 2004 |     |

## Eliminatórias

### Eliminatória 1
| # | Pista | País               | Nome                                                                                          | Tempo   | Notas |
| - | ----- | ------------------ | --------------------------------------------------------------------------------------------- | ------- | ----- |
| 1 | 4     | USA Estados Unidos | Margaret Hoelzer 29.12 Megan Quann 31.04 Elaine Breeden 27.03 Kara Lynn Joyce 25.79           | 3:59.15 | Q     |
| 2 | 5     | CHN China          | Xu Tianlongzi 29.94 Sun Ye 31.23 Zhou Yafei 26.32 Pang Jiaying 25.86                          | 3:59.21 | Q, AS |
| 3 | 3     | JPN Japão          | Hanae Ito 29.50 Asami Kitagawa 31.23 Yuka Kato 26.43 Haruka Ueda 26.32                        | 3:59.91 | Q     |
| 4 | 8     | GER Alemanha       | Antje Buschschulte 29.44 Sarah Poewe 31.89 Daniela Samulski 27.32 Britta Steffen 25.44        | 4:02.53 |       |
| 5 | 2     | BRA Brasil         | Fabiola Molina 29.67 Tatiane Sakemi 33.17 Gabriella Silva 25.91 Tatiana Lemos 26.11           | 4:02.61 |       |
| 6 | 1     | FRA França         | Alexianne Castel 30.06 Sophie de Ronchi 31.56 Aurore Mongel 27.34 Alena Popchanka 26.32       | 4:02.95 |       |
| 7 | 6     | NED Países Baixos  | Femke Heemskerk 30.66 Jolijn van Valkengoed 32.47 Inge Dekker 26.08 Ranomi Kromowidjojo 25.66 | 4:04.74 |       |
| 8 | 7     | ESP Espanha        | Nina Zhivanevskaya 29.80 Mireia Belmonte 33.19 Angela San Juan 27.94 María Fuster 26.33       | 4:06.40 |       |

### Eliminatória 2
| # | Pista | País              | Nome                                                                                         | Tempo   | Notas |
| - | ----- | ----------------- | -------------------------------------------------------------------------------------------- | ------- | ----- |
| 1 | 4     | AUS Austrália     | Emily Seebohm 29.15 Tarnee White 30.36 Felicity Galvez 26.45 Shayne Reese 25.87              | 3:57.94 | Q     |
| 2 | 5     | GBR Grã-Bretanha  | Gemma Spofforth 29.63 Kate Haywood 31.15 Jemma Lowe 26.29 Francesca Halsall 25.56            | 3:59.14 | Q, ER |
| 3 | 3     | RUS Rússia        | Kseniya Moskvina 29.78 Yuliya Efimova 30.73 Natalia Sutyagina 26.93 Anastasia Aksenova 25.48 | 3:59.66 | Q     |
| 4 | 7     | SWE Suécia        | Sarah Sjöström 30.32 Joline Höstman 31.93 Anna-Karin Kammerling 25.78 Josefin Lillhage 25.55 | 4:02.12 | Q     |
| 5 | 2     | CAN Canadá        | Julia Wilkinson 29.91 Annamay Pierse 31.69 Audrey Lacroix 27.67 Erica Morningstar 25.50      | 4:02.13 | Q     |
| 6 | 6     | RSA África do Sul | Melissa Corfe 30.57 Suzaan van Biljon 31.70 Mandy Loots 27.28 Lize-Mari Retief 25.56         | 4:04.20 |       |
| 7 | 8     | ITA Itália        | Romina Armellini 30.91 Roberta Panara 31.74 Ilaria Bianchi 26.76 Federica Pellegrini 26.88   | 4:04.93 |       |
| 8 | 1     | UKR Ucrânia       | Iryna Amshennikova 30.16 Yuliya Pidlisna 32.21 Kateryna Zubkova 27.17 Darya Stepanyuk 26.40  | 4:08.62 |       |

## Final
| Rank              | Lane | NOC                | Names                                                                                          | Time    | Notes |
| ----------------- | ---- | ------------------ | ---------------------------------------------------------------------------------------------- | ------- | ----- |
| Medalha de ouro   | 4    | AUS Austrália      | Emily Seebohm 59.33 Leisel Jones 1:04.58 Jessicah Schipper 56.25 Lisbeth Trickett 52.53        | 3:52.69 |       |
| Medalha de prata  | 3    | USA Estados Unidos | Natalie Coughlin 58.94 Rebecca Soni 1:05.95 Christine Magnuson 56.14 Dara Torres 52.27         | 3:53.30 | AM    |
| Medalha de bronze | 6    | CHN China          | Zhao Jing 59.56 Sun Ye 1:06.75 Zhou Yafei 57.4 Pang Jiaying 52.4                               | 3:56.11 | AS    |
| 4                 | 5    | GBR Grã-Bretanha   | Gemma Spofforth 59.05 Kate Haywood 1:07.51 Jemma Lowe 58.13 Francesca Halsall 52.81            | 3:57.50 | ER    |
| 5                 | 2    | RUS Rússia         | Anastasia Zuyeva 59.16 Yuliya Efimova 1:06.46 Natalia Sutyagina 58.09 Anastasia Aksenova 54.13 | 3:57.84 |       |
| 6                 | 7    | JPN Japão          | Reiko Nakamura 59.74 Asami Kitagawa 1:07.04 Yuka Kato 58.17 Haruka Ueda 54.59                  | 3:59.54 |       |
| 7                 | 8    | CAN Canadá         | Julia Wilkinson 1:01.35 Annamay Pierse 1:06.91 Audrey Lacroix 59.01 Erica Morningstar 54.08    | 4:01.35 |       |
|                   | 1    | SWE Suécia         | Sarah Sjöström 1:02.63 Joline Höstman 1:08.11 Anna-Karin Kammerling 58.51 Josefin Lillhage     | DSQ     |       |

Legenda
| Recorde mundial      | Recorde mundial (World record)               |                       | Recorde africano                      | Recorde africano (African) |                                           | Q | Classificado por posição (Qualified) |
| Recorde olímpico     | Recorde olímpico (Olympic record)            | Recorde da América    | Recorde da América (Americas)         | q                          | Classificado por melhor tempo (Qualified) |   |                                      |
| Melhor marca do ano  | Melhor marca do ano (World leading)          | Recorde asiático      | Recorde asiático (Asian)              | DNS                        | Não largou (Did not start)                |   |                                      |
| Recorde nacional     | Recorde nacional (National record)           | Recorde europeu       | Recorde europeu (European)            | DNF                        | Não terminou (Did not finish)             |   |                                      |
| Recorde pessoal      | Recorde pessoal do atleta (Personal best)    | Recorde da Oceania    | Recorde da Oceania (Oceania)          | DSQ / DQ                   | Desclassificado (Disqualified)            |   |                                      |
| Recorde da temporada | Recorde da temporada do atleta (Season best) | Recorde sul-americano | Recorde sul-americano (South America) | NM                         | Sem marca (No mark)                       |   |                                      |